# 高宏孝
高宏孝（英語：Joseph Gao Hong-xiao；1945年—2022年12月19日；聖名：若瑟）是中國籍天主教主教及方濟會會士。曾任河南開封總教區主教（2007年-2022年）。

## 生平
高宏孝出生於1945年，在中華民國陝西省的眉縣。其後，加入方濟會，並於1989年高宏孝在44歲時晉鐸，且一直在陝西鳳翔教區服務。
2005年1月1日，高宏孝在60歲時獲時任教宗若望保祿二世任命為開封總教區助理主教，並由地下教會團體開封總教區主教梁希聖秘密晉牧。
2007年9月23日梁希聖主教去世，高宏孝主教接任成開封總教區正權主教。不過，他不獲得中國政府承認他的主教身份，使他在行使開封主教職務時困難重重，而該總教區存在公開團體和地下團體之間的隔閡。2009年1月20日，高主教秘密主禮祝聖朱維方為永嘉教區主教。
2022年年12月19日傍晚，高宏孝主教在家鄉陝西省寶雞市眉縣去世，享年77歲。。